# Matthew Dellavedova
Matthew Dellavedova, né le 8 septembre 1990 à Maryborough (Victoria, Australie), est un joueur australien de basket-ball. Il mesure 1,90 m et évolue au poste de meneur.

## Biographie

### Carrière universitaire
Formé à l'Australian Institute of Sport (AIS), Dellavedova part jouer en 2009 en NCAA, le championnat universitaire américain, pour les Gaels de Saint Mary's, une université du comté de Contra Costa en Californie où évoluent déjà plusieurs anciens joueurs de l'AIS.
En juillet 2009, il participe au championnat du monde des 19 ans et moins. L'Australie finit à la 4e position et Dellavedova marque 10,1 points en moyenne par rencontre. En août 2009, il intègre l'équipe nationale australienne et participe au championnat d'Océanie où les Boomers sont battus par les Tall Blacks néo-zélandais.
Avec les Gaels, il participe au tournoi NCAA 2010 et l'équipe atteint les demi-finales de la région sud.

### Carrière professionnelle

#### Cavaliers de Cleveland (2013-2016)
Dellavedova n'est pas choisi lors de la draft 2013 mais réalise de bonnes performances en Summer League avec les Cavaliers de Cleveland. Le 12 septembre 2012, il signe un contrat de deux ans et 1,3 million de dollars avec les Cavaliers. Le 26 mars 2014, il réalise le meilleur match de sa saison avec 21 points et 6 passes décisives lors de la victoire des siens 97 à 96 contre les Pistons de Détroit.
En juillet 2014, il participe à la NBA Summer League 2014 avec les Cavaliers. Le 4 novembre 2014, lors du quatrième quart temps de la défaite des Cavaliers contre les Trail Blazers de Portland, il se blesse au genou. Le 9 novembre, souffrant d'une entorse au genou, il doit manquer six semaines de compétition. Le 8 décembre 2014, il est de retour de blessure contre les Nets de Brooklyn et termine le match que les Cavaliers remportent 110 à 88, avec 2 points, 3 rebonds, 3 passes décisives, et 1 contre.
Le 27 juillet 2015, il prolonge son contrat d'un an avec les Cavaliers.

#### Bucks de Milwaukee (2016-2018)
Le 7 juillet 2016, il est transféré aux Bucks de Milwaukee et signe un contrat de 38 millions de dollars sur quatre ans.

#### Retour aux Cavaliers de Cleveland (2018-2021)
Le 8 décembre 2018, Dellavedova est envoyé aux Cavaliers de Cleveland en compagnie de John Henson, dans un échange à trois équipes envoyant George Hill et Jason Smith aux Bucks de Milwaukee et Sam Dekker aux Wizards de Washington.
Agent libre à l'intersaison 2020, Matthew Dellavedova re-signe avec les Cavaliers pour une saison au salaire minimum (2,2 millions de dollars).

#### Melbourne United (2021-2022)
Le 9 juillet 2021, il quitte la NBA et retourne dans son pays natal et signe trois ans avec le Melbourne United.

#### Kings de Sacramento (2022-2023)
Fin juillet 2022, il signe avec les Kings de Sacramento.

#### Melbourne United (depuis 2023)
Le 17 mai 2023, il signe un contrat de deux saisons avec Melbourne United.

## Palmarès

### En club
- Champion NBA avec les Cavaliers de Cleveland en 2016.

### Sélection nationale
- Médaille de bronze aux Jeux olympiques 2020

### Distinctions personnelles
- 2× AP honorable mention All-American (2012, 2013)
- Joueur de l'année de la West Coast Conference (2012)
- 3× First team All-WCC (2011–2013)
- Son numéro 4 a été retiré par les Gaels de Saint Mary's

## Statistiques

### Universitaires
Les statistiques en matchs universitaires de Matthew Dellavedova sont les suivantes :
| Saison    | Équipe       | Matchs | Titul. | Min./m | % Tir | % 3pts | % LF | Rbds/m. | Pass/m. | Int/m. | Ctr/m. | Pts/m. |
| --------- | ------------ | ------ | ------ | ------ | ----- | ------ | ---- | ------- | ------- | ------ | ------ | ------ |
| 2009-2010 | Saint Mary's | 34     | 34     | 36,4   | 39,0  | 39,8   | 85,0 | 3,50    | 4,50    | 1,18   | 0,00   | 12,12  |
| 2010-2011 | Saint Mary's | 34     | 31     | 35,3   | 41,8  | 37,6   | 88,1 | 3,62    | 5,29    | 1,24   | 0,03   | 13,41  |
| 2011-2012 | Saint Mary's | 33     | 33     | 37,5   | 44,6  | 35,5   | 85,7 | 3,30    | 6,42    | 0,85   | 0,06   | 15,52  |
| 2012-2013 | Saint Mary's | 35     | 35     | 36,4   | 40,4  | 38,2   | 85,2 | 3,37    | 6,37    | 1,14   | 0,11   | 15,80  |
| Total     | Total        | 136    | 133    | 36,4   | 41,5  | 37,8   | 86,0 | 3,45    | 5,65    | 1,10   | 0,05   | 14,21  |

### Professionnelles

#### Saison régulière
| Saison    | Équipe    | Matchs | Titul. | Min./m | % Tir | % 3pts | % LF  | Rbds/m. | Pass/m. | Int/m. | Ctr/m. | Pts/m. |
| --------- | --------- | ------ | ------ | ------ | ----- | ------ | ----- | ------- | ------- | ------ | ------ | ------ |
| 2013-2014 | Cleveland | 72     | 4      | 17,7   | 41,2  | 36,8   | 79,2  | 1,71    | 2,60    | 0,46   | 0,07   | 4,71   |
| 2014-2015 | Cleveland | 67     | 13     | 20,6   | 36,2  | 40,7   | 76,3  | 1,88    | 3,04    | 0,36   | 0,03   | 4,76   |
| 2015-2016 | Cleveland | 76     | 14     | 24,6   | 40,5  | 41,0   | 86,4  | 2,13    | 4,43    | 0,58   | 0,12   | 7,49   |
| 2016-2017 | Milwaukee | 76     | 54     | 26,1   | 39,0  | 36,7   | 85,4  | 1,93    | 4,70    | 0,70   | 0,00   | 7,59   |
| 2017-2018 | Milwaukee | 38     | 3      | 18,7   | 36,2  | 37,2   | 92,6  | 1,68    | 3,82    | 0,37   | 0,00   | 4,32   |
| 2018-2019 | Milwaukee | 12     | 0      | 8,1    | 31,6  | 36,4   | 100,0 | 0,83    | 2,42    | 0,17   | 0,00   | 1,67   |
| 2018-2019 | Cleveland | 36     | 0      | 19,9   | 41,3  | 33,6   | 79,2  | 1,86    | 4,22    | 0,33   | 0,06   | 7,28   |
| 2019-2020 | Cleveland | 57     | 4      | 14,4   | 35,4  | 23,1   | 86,5  | 1,32    | 3,16    | 0,35   | 0,04   | 3,11   |
| 2020-2021 | Cleveland | 13     | 1      | 17,2   | 25,0  | 16,0   | 100,0 | 1,85    | 4,46    | 0,31   | 0,08   | 2,77   |
| Total     | Total     | 447    | 93     | 20,3   | 38,6  | 36,4   | 84,0  | 1,79    | 3,69    | 0,46   | 0,05   | 5,51   |

Mise à jour le 8 mai 2021

#### Playoffs
| Saison | Équipe    | Matchs | Titul. | Min./m | % Tir | % 3pts | % LF  | Rbds/m. | Pass/m. | Int/m. | Ctr/m. | Pts/m. |
| ------ | --------- | ------ | ------ | ------ | ----- | ------ | ----- | ------- | ------- | ------ | ------ | ------ |
| 2015   | Cleveland | 20     | 7      | 24,9   | 34,6  | 31,6   | 78,1  | 2,05    | 2,65    | 0,45   | 0,00   | 7,15   |
| 2016   | Cleveland | 20     | 0      | 12,1   | 35,1  | 25,8   | 75,0  | 0,75    | 2,80    | 0,05   | 0,05   | 3,90   |
| 2017   | Milwaukee | 6      | 0      | 26,4   | 39,0  | 37,5   | 80,0  | 2,00    | 2,00    | 0,17   | 0,00   | 7,67   |
| 2018   | Milwaukee | 6      | 0      | 12,9   | 33,3  | 22,2   | 100,0 | 0,83    | 2,67    | 0,33   | 0,00   | 2,00   |
| Total  | Total     | 52     | 7      | 18,7   | 35,4  | 30,3   | 77,9  | 1,40    | 2,63    | 0,25   | 0,02   | 5,37   |

Mise à jour le 15 juin 2020

## Records sur une rencontre en NBA
Les records personnels de Matthew Dellavedova en NBA sont les suivants, :
| Type de statistique        | Saison régulière | Saison régulière          | Saison régulière | Playoffs | Playoffs                   | Playoffs    |
| Type de statistique        | Record           | Adversaire                | Date             | Record   | Adversaire                 | Date        |
| -------------------------- | ---------------- | ------------------------- | ---------------- | -------- | -------------------------- | ----------- |
| Points                     | 21               | @ Pistons de Détroit      | 26 mars 2014     | 20       | Warriors de Golden State   | 9 juin 2015 |
| Paniers marqués            | 7                | 5 fois                    | 5 fois           | 7        | 2 fois                     | 2 fois      |
| Paniers tentés             | 18               | @ Pacers de l'Indiana     | 27 février 2015  | 17       | Warriors de Golden State   | 9 juin 2015 |
| Paniers à 3 points réussis | 5                | @ Pistons de Détroit      | 26 mars 2014     | 4        | Hawks d'Atlanta            | 24 mai 2015 |
| Paniers à 3 points tentés  | 8                | Timberwolves du Minnesota | 25 janvier 2016  | 9        | 2 fois                     | 2 fois      |
| Lancers francs réussis     | 6                | 4 fois                    | 4 fois           | 4        | 3 fois                     | 3 fois      |
| Lancers francs tentés      | 8                | @ Wizards de Washington   | 26 décembre 2016 | 5        | Warriors de Golden State   | 9 juin 2015 |
| Rebonds offensifs          | 3                | 6 fois                    | 6 fois           | 2        | 2 fois                     | 2 fois      |
| Rebonds défensifs          | 7                | @ Pacers de l'Indiana     | 27 février 2015  | 5        | @ Hawks d'Atlanta          | 22 mai 2015 |
| Rebonds totaux             | 10               | @ Pacers de l'Indiana     | 27 février 2015  | 6        | @ Hawks d'Atlanta          | 22 mai 2015 |
| Passes décisives           | 14               | Nuggets de Denver         | 7 mars 2020      | 9        | 2 fois                     | 2 fois      |
| Interceptions              | 4                | @ Spurs de San Antonio    | 23 novembre 2013 | 3        | 2 fois                     | 2 fois      |
| Contres                    | 2                | 2 fois                    | 2 fois           | 1        | @ Raptors de Toronto       | 23 mai 2016 |
| Balles perdues             | 6                | 2 fois                    | 2 fois           | 6        | @ Warriors de Golden State | 7 juin 2015 |
| Minutes jouées             | 45               | Spurs de San Antonio      | 8 mars 2020      | 45       | Hawks d'Atlanta            | 24 mai 2015 |

- Double-double : 7
- Triple-double : 0

Dernière mise à jour : 10 novembre 2020